# آنور
آنور (به فرانسوی: Anor) یک کمون در فرانسه است که در canton of Trélon واقع شده‌است. آنور ۲۲٫۲۴ کیلومتر مربع مساحت دارد ۲۳۸ متر بالاتر از سطح دریا واقع شده‌است.

## خواهرخوانده
شهر آکن خواهرخواندهٔ آنور هست.